# V (Le Vibrazioni)
V è il quinto album in studio del gruppo musicale italiano Le Vibrazioni, pubblicato il 9 febbraio 2018.
Si tratta del primo album del gruppo dopo la reunion. Con il brano Così sbagliato la band ha partecipato al Festival di Sanremo 2018.

## Tracce
1. Nero – 4:56
2. Così sbagliato – 3:27
3. In fondo – 4:36
4. In orbita – 4:24
5. Apri gli occhi – 4:07
6. Niente di speciale – 3:46
7. Voglio una macchina del tempo – 3:54
8. Chissenefrega dell'aldilà – 3:44
9. Onda – 3:47
10. Dove – 3:49

## Formazione
- Francesco Sarcina – voce, chitarra
- Stefano Verderi – chitarra, tastiera
- Marco Castellani – basso
- Alessandro Deidda – batteria

## Classifiche
| Classifica (2018) | Posizione massima |
| ----------------- | ----------------- |
| Italia            | 17                |